# Юган Гедберг
Юган Гедберг (швед. Johan Hedberg, нар. 5 травня 1973, Накка) — шведський хокеїст, що грав на позиції воротаря.

## Ігрова кар'єра
Хокейну кар'єру розпочав на батьківщині 1993 року виступами за команду «Лександ».
На драфті НХЛ 1994 був обраний в 9 раунді під 218-м загальним номером командою «Філадельфія Флайєрз», але контракту йому так і не було запропоновано. 6 серпня 1998 року «Філадельфія» обміняла права на нього в клуб «Сан-Хосе Шаркс». У 1999 році Хедберг підписав контракт з «Акулами», але шансу зіграти в НХЛ не отримав, провівши два сезони в нижчих лігах. 12 березня 2001 року Гедберг був обміняний в «Піттсбург Пінгвінс», де відразу ж став основним воротарем клубу — в плей-оф Кубка Стенлі 2001 року «Пінгвіни» дійшли до фіналу конференції багато в чому завдяки впевненій грі Гедберга, який зіграв у всіх матчах плей-оф. 25 серпня 2003 року був обміняний в «Ванкувер Канакс». 5 серпня 2005 року підписав однорічний контракт з «Даллас Старс». 1 липня 2006 року підписав дворічний контракт з «Атлантою Трешерс» — згодом контракт був продовжений ще на два сезони. 2 липня 2010 перейшов в «Нью-Джерсі Девілс», де провів три сезони, будучи дублером Мартена Бродера.
26 грудня 2005 року в матчі проти «Сент-Луїс Блюз» зробив 2 гольові передачі. Це був перший випадок, коли воротар «Даллас Старс» зробив 2 передачі в одній грі.
Входив до складу збірної Швеції на двох Олімпіадах, чотирьох чемпіонатах світу і на Кубку світу 1996 року, проте, будучи резервним голкіпером збірної, провів на цих турнірах в цілому тільки 3 матчі — місце в воротах зазвичай займав Томмі Сало.
Всього протягом професійної клубної ігрової кар'єри, що тривала 22 років, захищав кольори команд «Піттсбург Пінгвінс», «Ванкувер Канакс», «Лександ», «Даллас Старс», «Атланта Трешерс» та «Нью-Джерсі Девілс».
Провів 373 матчі в НХЛ.

## Статистика

### Клубні виступи
| 1992-1993 | «Лександ»             | ШХЛ  | 10 | —  | —  | — | — | —     | 24  | 2.40 | —     | —    | — | 600   |
| 1993-1994 | «Лександ»             | ШХЛ  | 17 | —  | —  | — | — | —     | 48  | 2.82 | —     | —    | — | 1,020 |
| 1994-1995 | «Лександ»             | ШХЛ  | 17 | —  | —  | — | — | —     | 58  | 3.53 | —     | —    | — | 986   |
| 1995-1996 | «Лександ»             | ШХЛ  | 34 | —  | —  | — | — | —     | 95  | 2.83 | —     | —    | — | 2,013 |
| 1996-1997 | «Лександ»             | ШХЛ  | 38 | —  | —  | — | — | —     | 95  | 2.52 | —     | —    | 3 | 2,260 |
| 1997-1998 | «Батон-Руж Кінгфіш»   | ECHL | 2  | —  | —  | — | — | 58    | 7   | 4.20 | 51    | .879 | 0 | 100   |
| 1997-1998 | «Детройт Вайперс»     | МХЛ  | 16 | —  | —  | — | — | 318   | 32  | 2.64 | 286   | .899 | 1 | 726   |
| 1997-1998 | «Манітоба Мус»        | МХЛ  | 14 | —  | —  | — | — | 411   | 32  | 2.58 | 379   | .922 | 1 | 745   |
| 1998-1999 | «Лександ»             | EHL  | 48 | —  | —  | — | — | —     | 140 | 2.86 | —     | —    | 0 | 2,940 |
| 1999-2000 | «Кентуккі Сороблейдс» | АХЛ  | 33 | —  | —  | — | — | 1,056 | 88  | 2.68 | 968   | .917 | 3 | 1,973 |
| 2000-2001 | «Піттсбург Пінгвінс»  | НХЛ  | 9  | 7  | 1  | 1 | 0 | 253   | 24  | 2.64 | 229   | .905 | 0 | 545   |
| 2001-2002 | «Піттсбург Пінгвінс»  | НХЛ  | 66 | 25 | 34 | 7 | 0 | 1,851 | 178 | 2.76 | 1,673 | .904 | 6 | 3,877 |
| 2002-2003 | «Піттсбург Пінгвінс»  | НХЛ  | 41 | 14 | 22 | 4 | 0 | 1,197 | 126 | 3.14 | 1,071 | .895 | 1 | 2,411 |
| 2003-2004 | «Ванкувер Канакс»     | НХЛ  | 21 | 8  | 6  | 2 | 0 | 459   | 46  | 2.51 | 413   | .900 | 3 | 1,098 |
| 2003-2004 | «Манітоба Мус»        | АХЛ  | 2  | —  | -- | — | — | 77    | 9   | 4.32 | 68    | .883 | 0 | 125   |
| 2004-2005 | «Лександ»             | ШХЛ  | 21 | —  | —  | — | — | —     | 45  | 2.12 | —     | —    | 1 | 1,274 |
| 2005-2006 | «Даллас Старс»        | НХЛ  | 19 | 12 | 4  | 0 | 1 | 472   | 48  | 2.67 | 424   | .898 | 0 | 1,079 |
| 2006-2007 | «Атланта Трешерс»     | НХЛ  | 21 | 9  | 4  | 0 | 2 | 500   | 51  | 2.89 | 449   | .898 | 0 | 1,058 |
| 2007-2008 | «Атланта Трешерс»     | НХЛ  | 36 | 14 | 15 | 0 | 3 | 1,026 | 111 | 3.46 | 915   | .892 | 1 | 1,928 |
| 2008-2009 | «Атланта Трешерс»     | НХЛ  | 33 | 13 | 12 | 0 | 3 | 875   | 100 | 3.49 | 775   | .886 | 0 | 1,717 |
| 2009-2010 | «Атланта Трешерс»     | НХЛ  | 47 | 21 | 16 | 0 | 6 | 1,355 | 115 | 2.62 | 1,240 | .915 | 3 | 2,632 |
| 2010-2011 | «Нью-Джерсі Девілс»   | НХЛ  | 34 | 15 | 12 | 0 | 2 | 777   | 68  | 2.38 | 709   | .912 | 3 | 1,718 |
| 2011-2012 | «Нью-Джерсі Девілс»   | НХЛ  | 27 | 17 | 7  | 0 | 2 | 718   | 59  | 2.23 | 659   | .918 | 4 | 1,592 |
| 2012-2013 | «Нью-Джерсі Девілс»   | НХЛ  | 19 | 6  | 10 | 0 | 3 | 435   | 51  | 2.76 | 384   | .883 | 1 | 1,109 |
| 2013-2014 | «Елбені Девілс»       | АХЛ  | 1  | —  | —  | — | — | 13    | 2   | 3.18 | 11    | .846 | 0 | 38    |

### Плей-оф
| 1995-1996 | «Лександ»             | ШХЛ | 4  | — | — | — | — | —   | 13 | 3.25 | —   | —    | — | 240   |
| 1996-1997 | «Лександ»             | ШХЛ | 8  | — | — | — | — | —   | 18 | 1.86 | —   | —    | 1 | 581   |
| 1997-1998 | «Манітоба Мус»        | МХЛ | 2  | — | — | — | — | —   | 6  | 3.40 | —   | —    | 0 | 105   |
| 1998-1999 | «Лександ»             | МХЛ | 4  | — | — | — |   |     |    |      |     |      |   |       |
| 1999-2000 | «Кентуккі Сороблейдс» | АХЛ | 5  | — | — | — | — | 200 | 10 | 1.93 | 190 | .950 | 1 | 311   |
| 2000-2001 | «Піттсбург Пінгвінс»  | НХЛ | 18 | 9 | 9 | 0 | 0 | 482 | 43 | 2.30 | 439 | .911 | 2 | 1,124 |
| 2003-2004 | «Ванкувер Канакс»     | НХЛ | 2  | 1 | 1 | 0 | 0 | 51  | 4  | 2.45 | 47  | .922 | 0 | 99    |
| 2006-2007 | «Атланта Трешерс»     | НХЛ | 2  | 0 | 2 | 0 | 0 | 69  | 5  | 2.56 | 64  | .928 | 0 | 118   |
| 2011-2012 | «Нью-Джерсі Девілс»   | НХЛ | 1  | 0 | 1 | 0 | 0 | 14  | 1  | 1.67 | 13  | .929 | 0 | 37    |

### Збірна
| Рік  | Команда | Турнір | Місце | І | В | П | Н | OTL | К | ПГ | ПГГ  | Сейвів | %ВК | ІБГ | Хв |
| ---- | ------- | ------ | ----- | - | - | - | - | --- | - | -- | ---- | ------ | --- | --- | -- |
| 1994 | Швеція  | ЧС-A   | 3     | — | — | — | — | —   | — | —  | —    | —      | —   | —   |    |
| 1996 | Швеція  | КС     | —     | — | — | — | — | —   | — | —  | —    | —      | —   | —   |    |
| 1997 | Швеція  | ЧС-A   | 2     | 1 | — | — | — | —   | — | 1  | 1.00 | —      | —   | —   | 60 |
| 1998 | Швеція  | ОІ     | —     | — | — | — | — | —   | — | —  | —    | —      | —   | —   | —  |
| 1998 | Швеція  | ЧС-A   | 1     | 1 | — | — | — | —   | — | 2  | 2.00 | —      | —   | 0   | 60 |
| 1999 | Швеція  | ЧС-A   | 3     | 1 | — | — | — | —   | — | 0  | 0    | —      | —   | 0   | 1  |
| 2002 | Швеція  | ОІ     | —     | 1 | — | — | — | —   | — | 1  | 1.00 | —      | —   | 0   | 60 |